# Adam von Knuth
Adam von Knuth (* vor 1587; † 1626 oder 1627 in Leizen) war ein mecklenburgischer Landrat und Gutsherr. Er war Erbherr auf Leizen und Priborn.

## Leben
Adam von Knuth war der einzige Sohn Matthias von Knuths und Anna von Knuths, geborene von Freyberg. Als sein Vater 1587 starb, war Adam noch unmündig. Er erbte einen Teil von Leizen. Am 12. August 1616 war Adam von Knuth Zeuge beim Verkauf des Gutes Karchow.
Nach dem Tode seines Vetters Moritz von Knuth verwaltete er mit Wentzloff IV. von Knuth Moritz’ Rittergut in Priborn, wobei der ökonomische Erfolg ausblieb. Moritz’ Töchter mussten ins Kloster geschickt werden.
1626 schloss er einen Tauschvertrag über Felder in Spitzkuhn mit Hennecke Morin auf Ludorf und Kelle ab.

## Ehe und Nachkommen
Aus der Ehe mit Catharine von Pritzbuer gingen zwei Kinder hervor:
- Matthias von Knuth († 1677)
- Anna von Knuth (?–?)

Anna von Knuth heiratete ihren Vetter Wentzloff IV. von Knuth, mit dem sie den Sohn Jacob Ernst von Knuth bekam. Einer seiner Söhne, Eckhard Christoph von Knuth, ist der Stammvater der dänischen Knuths.

## Endnoten
1. ↑  reventlow.dk: Adam von Knuth, abgerufen am 10. November 2019.
2. ↑  Chronologische Geschichte des Dorfes Spitzkuhn, S. 2.

| Vorgänger          | Amt                                   | Nachfolger         |
| ------------------ | ------------------------------------- | ------------------ |
| Matthias von Knuth | Herr auf Leizen und Priborn 1578–1626 | Matthias von Knuth |

| Personendaten    | Personendaten                    |
| ---------------- | -------------------------------- |
| NAME             | Knuth, Adam von                  |
| KURZBESCHREIBUNG | deutscher Adelsmann und Gutsherr |
| GEBURTSDATUM     | vor 1587                         |
| STERBEDATUM      | 1626 oder 1627                   |
| STERBEORT        | Leizen                           |